# ليزلي أندرو غاراي
ليزلي أندرو غاراي (بالإنجليزية: Leslie Andrew Garay)‏ هو عالم نبات أمريكي، ولد في 6 أغسطس 1924 في Hosszúhetény ‏ في المجر، وتوفي في 19 أغسطس 2016.